# Тонкс, Генри
Генри Тонкс (англ. Henry Tonks, 9 апреля 1862, Бирмингем — 8 января 1937, Лондон) — английский художник и врач-хирург. Один из первых импрессионистов в Великобритании. Участник Первой мировой и российской Гражданской войны, официальный военный художник британских экспедиционных сил в Мурманске и Архангельске.

## Жизнь и творчество
Генри Тонкс родился в семье владельца металлургического завода в Бирмингеме. Образование получил в колледже Клифтон в Бристоле, затем изучал медицину в Брайтонском университете (1882—1885) и в Лондонском Королевском госпитале (1885—1888). В 1888 году Тонкс защищает докторскую работу и затем практикует в Королевском Свободном госпитале Лондона. Действительный член Королевского общества хирургов с 1888 года, Генри Тонкс с 1892 года преподавал анатомию в Медицинской школе лондонского госпиталя.
С 1888 года Тонкс начал по вечерам посещать уроки живописи в Вестминстерском художественном училище, где его учителем был художник  Фредерик Браун, который настоятельно советовал ему профессионально посвятить себя живописи. Тонкс быстро делал успехи, уже в 1891 году он начал выставлять свои картины в новом Английском художественном клубе, а в 1895 году был избран его членом. Когда Браун стал профессором  школы изящных искусств Слейда в Университетском колледже Лондона в 1892 году, он пригласил Тонкса также преподавать там. По отзывам современников, Тонкс стал «самым известным и грозным учителем живописи своего поколения». У него было много ставших известными учеников, в частности, портретист-эстет Уильям Ранкен.
В этот период Г. Тонкс знакомится и становится дружен с такими мастерами, как Джеймс Уистлер, Уолтер Сикерт и Джон Сингер Сарджент.
С началом Первой мировой войны Тонкс вернулся к профессии хирурга. Сперва он работал в лагере для военнопленных в Дорчестере,  а с 1915 года — на Западном фронте, во Франции. Особенно успешен был его вклад — и как врача, и как художника — в пластическую хирургию.  Как и Сардженту, Тонксу было присвоено звание «военного художника», что позволило ему создать серию полотен о фронтовых буднях. Несмотря на официальный статус, Тонкс создавал далеко не парадные картины войны, с изображением госпиталей и раненых.
В 1919 году Тонкс принял предложение отправиться с британскими войсками в Мурманск и Архангельск, где создал целый ряд пейзажных и бытовых зарисовок, отразивших тогдашний облик Русского Севера.
После войны и возвращения на родину Тонкс вступает в Новый английский художественный клуб (NEAC). Позднее избирается президентом Школы изящных искусств Слейд, и занимает этот пост вплоть до ухода на пенсию в 1930 году.
В 1936 году состоялась большая персональная выставка художника в  лондонской галерее Тейт, которая была только второй прижизненной выставкой в истории галерее. Предложение о посвящении в рыцари Тонкс отклонил. Скончался в 1937 году в своём доме в Челси, Лондон в возрасте 74 лет.
По имени художника в графике названа «техника Тонкинг» (Tonking-Technik), заключающаяся в как можно более контрастном ведении рисунка углём или карандашом, позволяющая затем стереть себя или размазать с помощью платка. При этом уменьшается плотность изображения и появляется возможность с помощью уголька более подробно разработать детали рисунка.

## Галерея

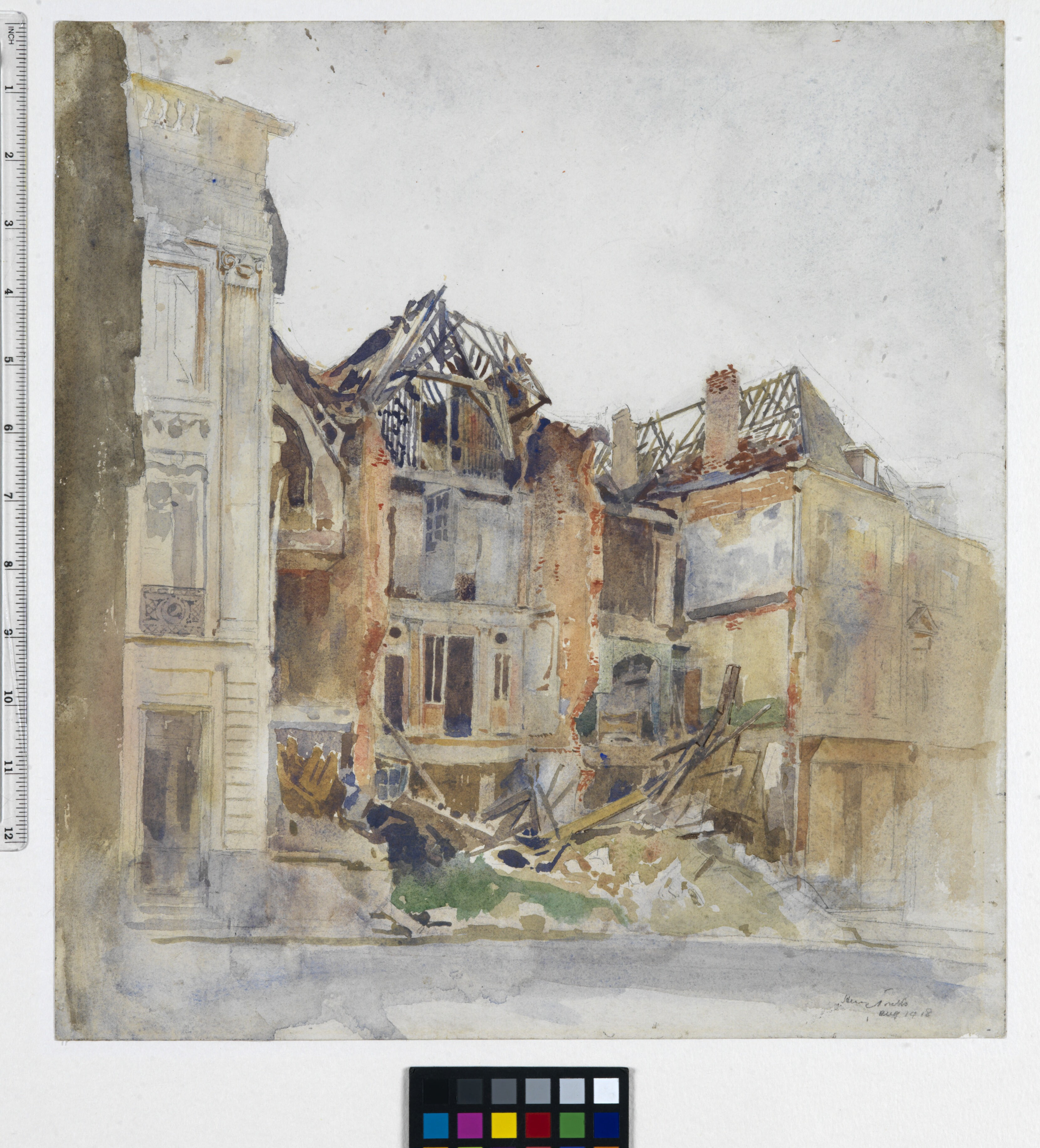
Разрушенные здания. Аррас, Франция.
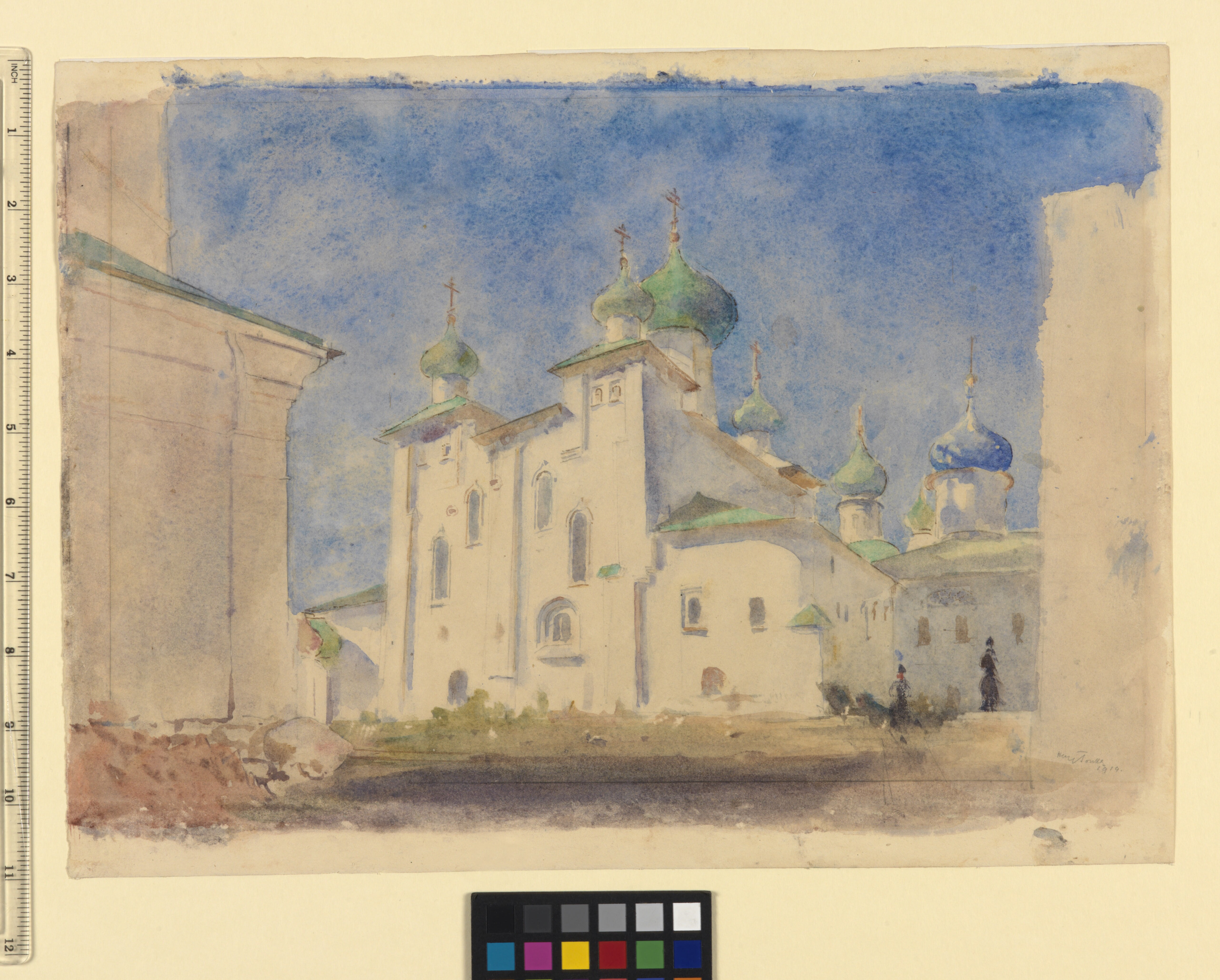
Церковь Соловецкого монастыря.
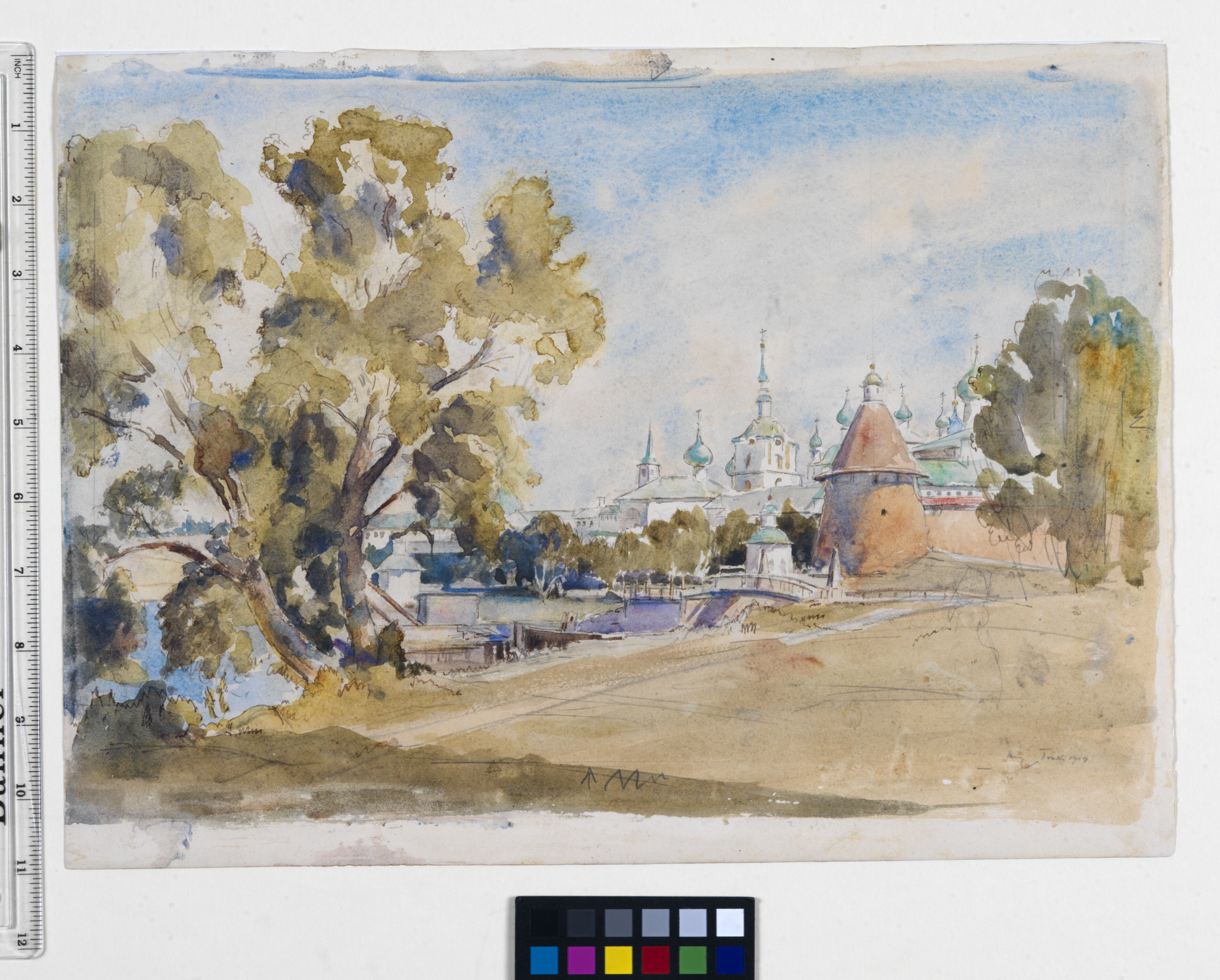
Вид на Соловецкий монастырь.
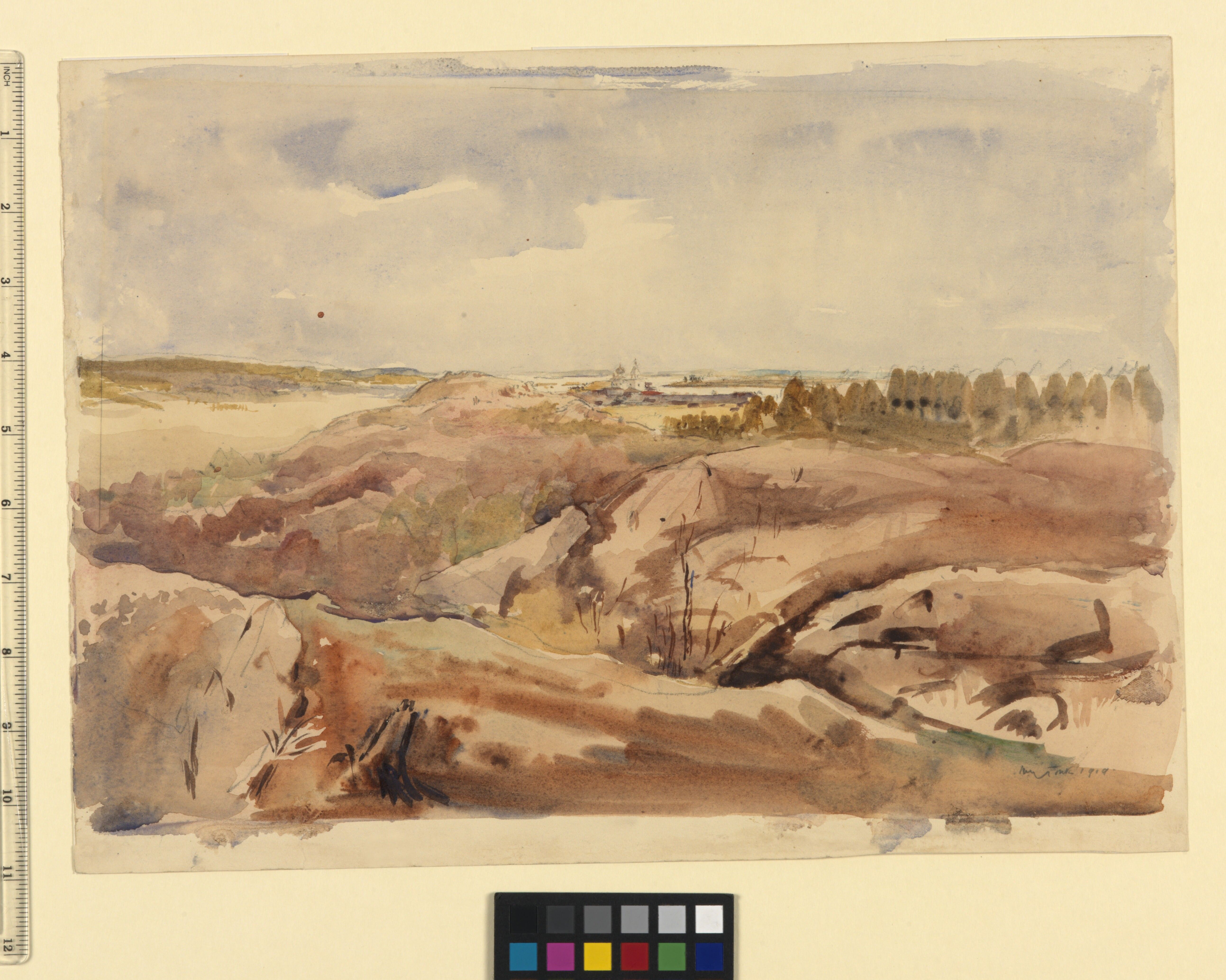
Вид города Кеми с сопки.
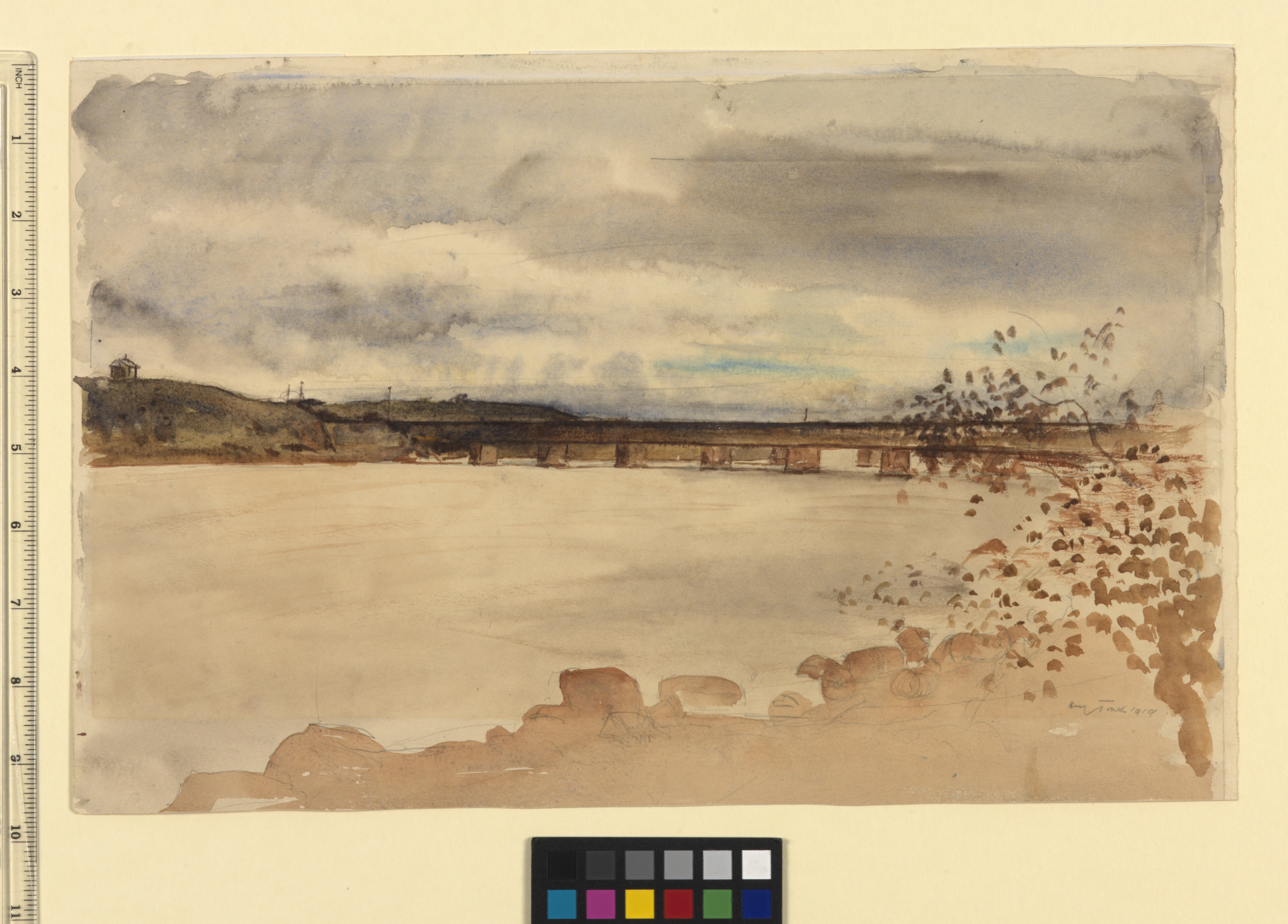
Деревянный мост через реку Кемь на железной дороге Мурманск-Петроград.
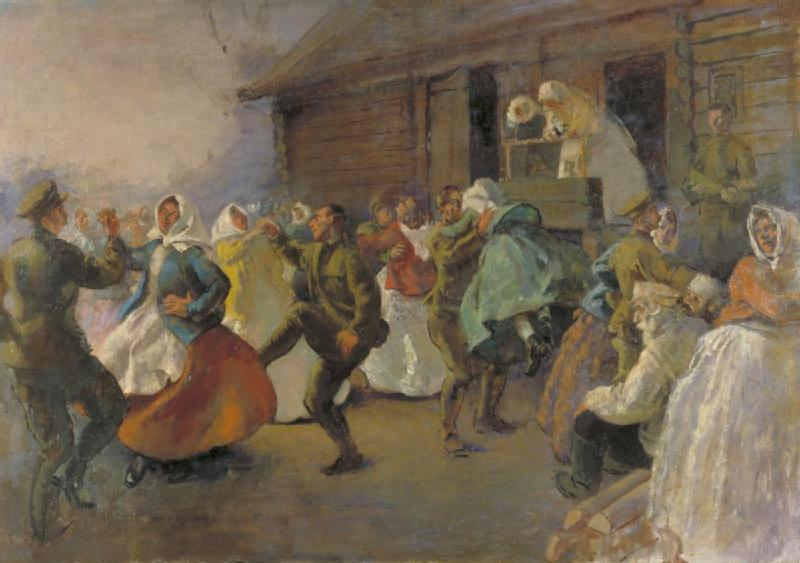
Солдаты на Русском Севере танцуют с крестьянскими женщинами, 1919.
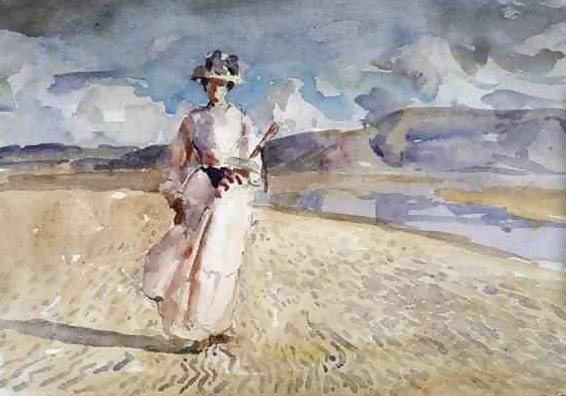
Женщина, гуляющая по пляжу.